# Vélo Club d'Arcueil-Cachan
Le « Vélo Club d'Arcueil-Cachan » est un club français de cyclisme fondé en 1904.

## Histoire
Le V. C. A. C. est fondé en 1904, par  M. Dimet et une douzaine de cyclistes qu'il avait rassemblés. Dimet est un coureur cycliste. À partir de 1910, il peut se consacrer plus activement au club dont le développement réel commence. De nombreux succès marquent les années d'avant guerre : succès remportés par Georges Dimet, Audron, H. Veyssière, Farce, Louis Defrance, Émile Lachaise, un coureur de Bordeaux-Paris. Ces coureurs disparaissent pendant la Première Guerre mondiale et le club ne reprend son activité qu'en 1919, grâce à l'impulsion de MM. Dimet, Flinoise, Veyssière.  Rivier, Lavandon, les frères Jauffier  illustrent le palmarès du club aux premières années de sa rénovation.
En 1923, Camille Foucaux arrive au V. C. A. C et assure par ses victoires une renommée au club. De 1903 à 1928, de nombreuses victoires sont enregistrées, tant au point de vue individuel qu'au point de vue équipe. 
De 1928 à 1930, le club s'est préoccupé du terrain plus que des coureurs et a aménagé le stade inauguré 28 avril 1929. 
Dès 1930, avec les succès des frères Ladron, de Maurice Foucaux, Quilfel, Foucault, le Club reprend sa place, parmi les meilleurs. Paris-Chartres, le trophée Peugeot, les championnats de France militaire, Paris-Amiens, sont, en 1933, l'apanage des coureurs du V. C. A. C.

## Présidents
- Lucien Dimet

## Coureurs ayant couru sous les couleurs du V.C.A.C.
- Pierre Elie
- Elie Desage
- Roger Farges : champion de France militaire
- Camille Foucaux : champion de France de cyclo-cross en 1929, 1930, 1931 et 1932 ; 3e du critérium international de cyclo-cross en 1930 et 2e en 1931
- Maurice Foucaux
- Théodore Ladron
- Guy Solente[2].

## Palmarès
- Challenge des Aiglons - 1925
- Prix M. Bachot - 1930
- Paris- Anzin
- Paris-Cambrai
- Paris-Harnes
- Paris-Hirson
- Paris-Maubeuge
- Prix Camille Foucaux (cyclo-cross)